# Міжнародна тенісна зала слави

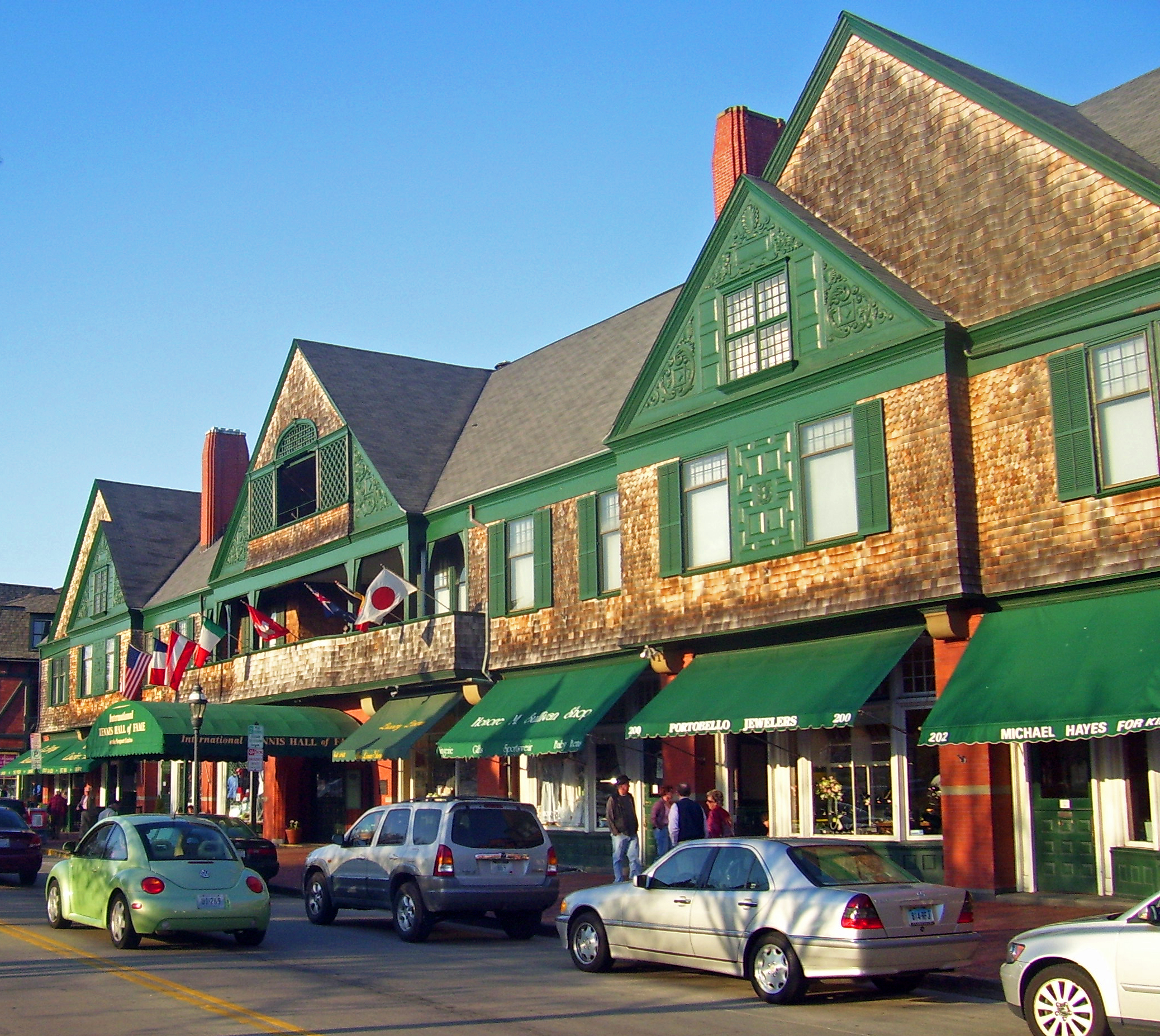
Ньюпортське казино — приміщення Міжнародної тенісної зали слави

Міжнародна тенісна зала слави — організація, що має метою вшанування людей, які зробили видатний внесок у розвиток тенісу. Приміщення Зали слави розташоване у місті Ньюпорт, Род-Айленд, США в будинку під назвою Ньюпортське казино за адресою Бельв'ю авеню, 186—202. До комплексу входять музей, тенісні корти із трав'яним покриттям та тенісні корти в закритому приміщенні.
Ідею організації Тенісної зали слави подав у 1954 Джеймс Генрі Ван Аллен. Він став її президентом у 1957. Зала була санкціонована Асоціацією тенісу США у 1954 і визнана Міжнародною федерацією тенісу в 1986.
Церемонія індуктації нових членів проходить щороку 9 липня. Протягом попереднього тижня у Ньюпорті проводиться тенісний турнір, єдиний турнір на трав'яних кортах у США.